# Pseudoisidor
Pseudoisidor (oder pseudoisidorische Dekretalen – Decretales Pseudo-Isidorianae) ist der übergreifende Name für die umfangreichste und einflussreichste kirchenrechtliche Fälschung des Mittelalters. Entstanden sind diese Fälschungen im zweiten Viertel des 9. Jahrhunderts im heutigen Ostfrankreich.

## Zusammenstellung
Der Gesamtkomplex besteht aus wenigstens vier Kanones-Sammlungen:
1. Eine Verfälschung einer spanischen Sammlung von Konzilien und Papstbriefen des 4. bis 8. Jahrhunderts – die sogenannte Hispana Gallica Augustodunensis nach einer Handschrift mit späterer Provenienz aus der französischen Stadt Autun (lateinisch Augustodunum), die aber im Kloster Corbie um die Mitte des 9. Jahrhunderts geschrieben wurde.
2. Eine Sammlung gefälschter Gesetzgebung fränkischer Herrscher des 6. bis 9. Jahrhunderts (Kapitularien) – die sogenannten Capitularia Benedicti Levitae – nach dem angeblichen Autor, der sich in der Einleitung zu seinem Werk als Benedictus Levita, also als Diakon (lateinisch levita) Benedikt, bezeichnet. Der Autor behauptet, lediglich die wohlbekannte Sammlung des 833 gestorbenen Abtes Ansegis von Fontanelles vervollständigt und auf den neuesten Stand gebracht zu haben.
3. Eine kurze Sammlung zum Strafprozessrecht – die sogenannten Capitula Angilramni –, die angeblich Papst Hadrian I. dem Bischof Angilram von Metz übergeben haben soll.
4. Der bekannteste Teil sind die Decretales Pseudo-Isidorianae oder Falschen Dekretalen. Es handelt sich um eine umfangreiche Sammlung, die ungefähr 90 gefälschten Dekretalen umfasst, die zum größten Teil von den römischen Bischöfen der ersten drei Jahrhunderte stammen sollen. Neben diesen namengebenden Dekretalen enthält die Sammlung aber auch eine große Menge von echten (und teilweise verfälschten) Konzilstexten und Papstbriefen vom 4. bis zum 8. Jahrhundert; diese Stücke stammen überwiegend aus der oben erwähnten Hispana Gallica Augustodunensis. Den Falschen Dekretalen ist ein Vorwort beigegeben, in dem sich der Kompilator der Sammlung als Bischof Isidorus Mercator vorstellt.

## Verfasser
Ein Bischof namens Isidorus Mercator ist in den Quellen nicht belegt. Die Anrede des Vorworts zur pseudoisidorischen Dekretalensammlung („Isidorus Mercator servus Christi lectori conservo suo et parens in domino fidei salutem“) ist wörtlich den Werken des afrikanischen Schriftstellers Marius Mercator (erste Hälfte 5. Jahrhundert) entnommen, wobei Pseudoisidor lediglich den Vornamen Marius durch den Vornamen Isidorus ersetzt hat. Paul Hinschius nimmt an, dass er damit den Eindruck erwecken wollte, dass das Ganze auf Isidor von Sevilla zurückgeht, zumal er in der Überschrift zum Vorwort als Autor den „heiligen Isidor“ angibt.
Trotz vieler Versuche, die Fälscher namhaft zu machen, ist bis heute unbekannt, wer genau hinter den Fälschungen steckt. Klaus Zechiel-Eckes hat einige Indizien aufgezeigt, die den späteren Abt von Corbie, Paschasius Radbertus (842–847), als einen der Urheber erscheinen lassen. Sicher erscheint immerhin, dass der Gesamtkomplex zwischen den Jahren 847 und 852 mehr oder weniger abgeschlossen war, und dass die Fälscher in der Kirchenprovinz Reims gearbeitet haben. Möglicherweise wurden Handschriften aus Corbie benutzt.

## Inhalt und Tendenzen
Die bewegte Geschichte des Frankenreiches im zweiten Viertel des 9. Jahrhunderts gibt den Hintergrund für die Fälschungen ab. In den dreißiger Jahren wurde Kaiser Ludwig der Fromme von seinen Söhnen abgesetzt, erhielt seinen Thron aber kurz darauf zurück. Bei diesen Absetzungen und Wiedereinsetzungen spielten kirchliche Würdenträger schon deswegen eine Rolle, weil sie die Kirchenbuße für das angeblich sündhafte Leben der Herrscher verhängen mussten. Diese Beteiligung an den politischen Wirren hatte nach Wiedereinsetzung des Herrschers für einige dieser Beteiligten den Verlust ihrer geistlichen Würde in recht summarischer Form zur Folge. Es ist wahrscheinlich, dass diese Vorgänge in der Entstehungsgeschichte der Fälschungen eine erhebliche Rolle gespielt haben. Der kirchliche Strafprozess war das Hauptinteresse der Fälscher.
Sie lassen ihre Märtyrerpäpste verkünden, dass jeder Ankläger eines Bischofs mit ewiger Verdammung und mit Höllenstrafen zu rechnen habe, dass, sofern es doch einmal zu einer Anklage gegen einen Bischof kommen sollte, der Bischof durch 72 Zeugen gleichen Ranges überführt werden müsse (72 Bischöfe wären im Frankenreich schwerlich aufzutreiben gewesen), dass der Angeklagte sich seine Richter selbst wählen dürfe, dass er zu jeder Zeit an den Bischof von Rom appellieren dürfe – und anderes mehr, was den Prozess oder eine etwaige Verurteilung unmöglich machen sollte.
Zugleich finden wir eine ausgeprägte Feindseligkeit gegenüber den Metropoliten. Deren Handlungen sind den Fälschern grundsätzlich suspekt. Sie dürfen außerhalb ihrer eigenen Diözese nur in Übereinstimmungen mit ihren Suffraganbischöfen tätig werden. Die Suffragane haben jederzeit das Recht, gegen ihren Erzbischof den Papst in Rom um Hilfe anzugehen. Dabei bleibt festzuhalten, dass die römischen Bischöfe des 9. Jahrhunderts noch weit von der Machtstellung ihrer hochmittelalterlichen Nachfolger entfernt waren – von der heutigen Stellung der Kurie in der katholischen Kirche ganz zu schweigen.
Weitere Passagen der Fälschungen handeln in konventioneller Weise vom rechten Glauben, vor allem von Fragen der Trinitätslehre, also vom Verhältnis der Personen in der Dreifaltigkeit (Gott Vater, Gott Sohn und der Heilige Geist) zueinander. In der Betonung von Dreiheit und Einheit will man neuerdings auch Anspielungen auf die Notwendigkeit der Einheit des fränkischen Reiches sehen, das ja um die Mitte des Jahrhunderts aus drei Teilreichen bestand. Interesse zeigten die Fälscher auch an bestimmten Fragen der Liturgie und der Sakramentenlehre.
Die schiere Menge an Texten, die die Fälscherwerkstatt hervorgebracht hat, ist beeindruckend. Allein die Dekretalensammlung des Isidorus Mercator, die dem ganzen Komplex den Namen gegeben hat, umfasst in der (nicht immer zuverlässigen) Ausgabe von Paul Hinschius (Decretales Pseudoisidorianae et Capitula Angilramni, Leipzig 1863) mehr als 700 eng bedruckte Seiten. Die Arbeitsleistung der Fälscher wird noch deutlicher, wenn man sich vor Augen führt, dass die Fälschungen nicht etwa frei erfunden, sondern mosaikartig aus echten Texten zusammengestückelt sind. Die Fälscher müssen äußerst belesene Leute gewesen sein. Die Bibel, das römische Recht, fränkische Gesetzgebung, Konzilien, echte Papstbriefe, obskure Diözesanstatute, theologische Schriften, Geschichtswerke und mehr mussten als Bausteine für die Fälschungen herhalten. Bis heute sind hunderte von Quellen identifiziert, aber die Arbeit ist keineswegs abgeschlossen. Die Fälscher haben jedoch ihre Quellen keineswegs einfach abgeschrieben, sondern sie mit einer gewissen Artistik immer wieder neu angepasst: Es gibt Sätze von etwa zehn Wörtern, die an verschiedenen Stellen der Fälschungen in nicht weniger als acht verschiedenen Formen auftauchen.

## Einfluss und Verbreitung
Die allmähliche Verbreitung der pseudoisidorischen Dekretalen und ihre Rezeption in verschiedene Kanones-Sammlungen prägte die Geschichte des Kirchenrechts nachhaltig.
Für etwa 150 bis 200 Jahre war der Erfolg der Fälscher eher mäßig. Einerseits haben sich zwar verhältnismäßig viele Handschriften aus dem 9. und 10. Jahrhundert erhalten – insgesamt kennen wir etwa 100 mehr oder weniger vollständige Handschriften der Falschen Dekretalen vom 9. bis 16. Jahrhundert –, andererseits haben die kirchlichen Rechtssammlungen bis zum Beginn des 11. Jahrhunderts von den angeblichen Briefen der Märtyrerpäpste nur wenig Notiz genommen. Eine wichtige Ausnahme ist die Collectio Anselmo dedicata, die zahlreiche Kanones aus den pseudoisidorischen Fälschung übernahm.
Im 11. Jahrhundert wuchs der Einfluss der pseudoisidorischen Fälschungen deutlich. Die sehr weit verbreitete Sammlung des Burchard von Worms (der Liber decretorum), die sogenannte Sammlung in 74 Titeln und viele der am Ende des 11. Jahrhunderts entstandenen Sammlungen enthielten jeweils zahlreiche Kanones, die direkt oder indirekt aus den pseudoisidorischen Fälschungen stammten. Allgemein förderte die Kirchenreform des 11. Jahrhunderts das Interesse an Konzilskanones und Papstbriefen aus der Frühzeit des Christentums, und die angeblich von Clemens I. und anderen frühen Päpsten stammenden pseudoisidorischen Fälschungen kamen diesem Interesse entgegen. Auszüge aus den Falschen Dekretalen wurden in den damaligen Debatten um die Beziehungen zwischen Papst und Kaiser, das Verhältnis zwischen Kurie und Ortsbischöfen, die Wahl von Bischöfen, das Verständnis der Sakramente und die Zulässigkeit von Gewaltanwendung in innerkirchlichen Konflikten zitiert. Die Zustände der frühen Kirche, die in den Falschen Dekretalen geschildert werden, wurde dabei oft als Idealbild mit den jeweils kritisierten Verhältnisse in der eigenen Gegenwart kontrastiert.
Diese Tendenz setzte sich bis zur Mitte des 12. Jahrhunderts fort, als das Decretum Gratiani des Bologneser Kirchenrechtsgelehrten Gratian die älteren Sammlungen zunehmend verdrängte. Auch Gratian schöpfte viel Material aus den Fälschungen, allerdings vermittelt durch andere Rechtssammlungen. Es ist wenig wahrscheinlich, dass er unmittelbaren Gebrauch von den Sammlungen der Fälscher machte. Mit Gratians Dekret, das bald zu einer autoritativen Quelle des Kirchenrechts wurde, war die unmittelbare Wirkung der Fälschungen ans Ende gekommen. Von ihnen fabrizierte Texte waren, wie erhofft, zu einer wichtigen Grundlage des kirchlichen Verfahrensrechts geworden. Die Tendenz hatte sich allerdings fast in ihr Gegenteil verkehrt: Nicht die Unabhängigkeit der Bischöfe war erreicht, sondern ihre zunehmende Abhängigkeit vom Papst in Rom.

## Kritik
Im Laufe des Mittelalters wurden kaum Zweifel an der Echtheit der Fälschungen laut. Dies begann sich im 15. Jahrhundert zu ändern. Einigen Gelehrten, wie dem späteren Kardinal Nikolaus von Kues, fielen Ungereimtheiten und Anachronismen auf. War es wirklich glaubhaft, dass der Märtyrerpapst Klemens von Rom die Stellung bestimmter Bischofssitze ausgerechnet damit erklärt haben sollte, dass schließlich auch die Heiden in diesen Städten ihre Hohepriester hätten? Im 16. Jahrhundert führten protestantische Kirchenhistoriker, die „Magdeburger Centuriatoren“, schon systematischere Angriffe gegen die Fälschungen, die sie allerdings noch als Einzelbriefe ansahen und nicht als einen ganzen zusammenhängenden Fälschungskomplex. Erst dem Genfer kalvinistischen Prediger David Blondel gelang es, die Fälscher zweifelsfrei zu überführen. 1628 veröffentlichte er seinen Nachweis (Pseudoisidorus et Turrianus vapulantes), dass die Briefe Texte von Verfassern zitierten, die erst Jahrhunderte nach dem Tod der angeblichen Verfasser geboren waren, und folglich unmöglich echt sein konnten. Katholische Theologen und Kirchenrechtler führten noch einige akademische Rückzugsgefechte, doch spätestens seit der Mitte des 19. Jahrhunderts hat kein ernstzunehmender Historiker oder Theologe mehr die Tatsache der Fälschung bestritten.

## Handschriftliche Überlieferung
Die handschriftliche Überlieferung hat Schafer Williams 1973 zusammengefasst (s. u. Literatur). Er kommt auf 80 Handschriften, seine Übersicht ist allerdings nicht vollständig.
|    |    |    |    |    |    |  |  |     |     |     |     |     |     |  |  | Autograph/Autographen |       |       |       |           |           |           |           |           |           |    |    |    |    |  |  |   |   |   |   |   |   |  |  |   |   |   |   |   |   |  |  |  |  |  |  |  |  |  |  |  |  |  |  |  |  |  |  |  |  |  |  |  |  |
|    |    |    |    |    |    |  |  |     |     |     |     |     |     |  |  |                       |       |       |       |           |           |           |           |           |           |    |    |    |    |  |  |   |   |   |   |   |   |  |  |   |   |   |   |   |   |  |  |  |  |  |  |  |  |  |  |  |  |  |  |  |  |  |  |  |  |  |  |  |  |
|    |    |    |    |    |    |  |  |     |     |     |     |     |     |  |  |                       |       |       |       |           |           |           |           |           |           |    |    |    |    |  |  |   |   |   |   |   |   |  |  |   |   |   |   |   |   |  |  |  |  |  |  |  |  |  |  |  |  |  |  |  |  |  |  |  |  |  |  |  |  |
| A1 | A1 | A1 | A1 | A1 | A1 |  |  | A/B | A/B | A/B | A/B | A/B | A/B |  |  | Cluny                 | Cluny | Cluny | Cluny | Cluny     | Cluny     |           |           | A2        | A2        | A2 | A2 | A2 | A2 |  |  |   |   |   |   |   |   |  |  |   |   |   |   |   |   |  |  |  |  |  |  |  |  |  |  |  |  |  |  |  |  |  |  |  |  |  |  |  |  |
| A1 | A1 | A1 | A1 | A1 | A1 |  |  | A/B | A/B | A/B | A/B | A/B | A/B |  |  | Cluny                 | Cluny | Cluny | Cluny | Cluny     | Cluny     |           |           | A2        | A2        | A2 | A2 | A2 | A2 |  |  |   |   |   |   |   |   |  |  |   |   |   |   |   |   |  |  |  |  |  |  |  |  |  |  |  |  |  |  |  |  |  |  |  |  |  |  |  |  |
|    |    |    |    |    |    |  |  |     |     |     |     |     |     |  |  |                       |       |       |       | Mischform | Mischform | Mischform | Mischform | Mischform | Mischform |    |    |    |    |  |  | B | B | B | B | B | B |  |  | C | C | C | C | C | C |  |  |  |  |  |  |  |  |  |  |  |  |  |  |  |  |  |  |  |  |  |  |  |  |
|    |    |    |    |    |    |  |  |     |     |     |     |     |     |  |  |                       |       |       |       | Mischform | Mischform | Mischform | Mischform | Mischform | Mischform |    |    |    |    |  |  | B | B | B | B | B | B |  |  | C | C | C | C | C | C |  |  |  |  |  |  |  |  |  |  |  |  |  |  |  |  |  |  |  |  |  |  |  |  |

Die handschriftliche Überlieferung gruppiert sich in wenigstens sechs oder sieben verschiedene Klassen. Die vollständigste ist die von Hinschius als A1 bezeichnete Klasse mit BAV, Vat. lat. ottob. 93 (saec. IX) als dem ältesten und textlich besten Vertreter. Genauso wichtig ist Klasse A/B mit Vat. lat. 630 (ebenfalls saec. IX, aus Corbie) an der Spitze. Ebenso hoch ist die Cluny-Version einzuschätzen, von der uns das Originalmanuskript erhalten ist (Yale, Beinecke Library, 442, nach 858). Ebenfalls noch ins 9. Jahrhundert geht Klasse A2 zurück, bei der eine Entscheidung über die beste Handschrift schwerfällt. Ivrea, Biblioteca Capitolare, 83 aus Oberitalien und Rom, Biblioteca Vallicelliana, D.38 aus der Kirchenprovinz Reims, beide saec. IX, stehen mit an der Spitze dieser Klasse. Drei weitere Versionen stammen vermutlich aus dem 11. oder 12. Jahrhundert: Hinschius-Klasse B (z. B. Boulogne-sur-Mer, Bibliothèque municipale, 115/116), Hinschius-Klasse C (z. B. Montpellier, Bibliothèque de l’Ecole de Médecine, H.3) und schließlich eine Mischform aus der Cluny-Version und der Handschriftenklasse A2, die z. B. in Paris, Bibliothèque nationale, lat. 5141 überliefert ist.
Die Klassen A1, A/B, B und C überliefern alle drei Teile der Sammlung (erster Dekretalenteil von Clemens bis Melchiades, Konzilienteil und zweiter Dekretalenteil von Silvester bis Gregor II.), wobei der zweite Dekretalenteil in seinem Umfang zwischen A1 einerseits und A/B, B und C andererseits variiert, die Cluny-Version und die zuletzt aufgeführte Mischform bieten beide Dekretalenteile und A2 enthält den ersten Dekretalenteil und den Anfang des zweiten Dekretalenteils bis zu den Briefen von Damasus I., die nur zum Teil in A2 enthalten sind.
Es ist schwer zu sagen, welche Klasse die sozusagen „originale“ Fälschung bietet. Die Tatsache, dass A1, A/B, A2 und Cluny bereits kurz nach dem Abschluss der Fälschungsarbeiten handschriftlich greifbar sind, könnte andeuten, dass die Fälscher ihr Werk von Anfang an in verschiedenen Versionen in Umlauf gesetzt haben.

## Editionen

### Überblick
Die Geschichte der Editionsbemühungen um die Fälschungen ist keine ungebrochene Erfolgsstory. Die Hispana Gallica Augustodunensis liegt gedruckt überhaupt nicht vor. Die Sammlung des Benedictus Levita ist mehrfach gedruckt worden. Die jüngste (immerhin auch schon mehr als 170 Jahre alte) Ausgabe in den Leges in folio der Monumenta Germaniae Historica (Leges in folio vol 2,2, 1831) ist dabei editorisch ein Rückschritt gegenüber der noch weitere 150 Jahre früheren Ausgabe von Étienne Baluze (Capitularia Regum Francorum, vol. 1, 1677, wieder abgedruckt in Mansis Konziliensammlung, Band 17B). Wilfried Hartmann und Gerhard Schmitz haben seit 1999 eine Neuausgabe vorbereitet, die sowohl als Druck- wie auch als Onlineversion zugänglich gemacht werden soll, bzw. – in Teilen – bereits gemacht worden ist.
Isidorus Mercator und die Capitula Angilramni sind zweimal, unabhängig voneinander, gedruckt worden. Die Ausgabe von Paul Hinschius (1863, s. oben) ist zwar gelegentlich mit übertriebener Schärfe kritisiert worden, doch hat Hinschius bei seiner Einschätzung der Handschriften völlig daneben gegriffen. Außerdem hat er die echten (bzw. nur verfälschten) Teile der Sammlung Pseudoisidors nach den unverfälschten Quellen Pseudoisidors gedruckt, so dass dieser Teil seiner Ausgabe völlig unbrauchbar ist. Jedenfalls für diese Teile muss jede kritische Untersuchung auf die Ausgabe von Jacques Merlin aus dem Jahre 1524 zurückgreifen, die aller Wahrscheinlichkeit nach auf einer Handschrift des 13. Jahrhunderts fußt (wieder abgedruckt in Jacques-Paul Mignes Patrologia Latina Bd. 130).

### Einzelne Ausgaben
- Jacques Merlin (Hrsg.): Tomus primus quatuor Conciliorum, Paris 1524. Digitalisat
- Paul Hinschius (Hrsg.): Decretales Pseudo-Isidorianae et Capitula Angilramni. Leipzig 1863. Digitalisat